# أوسكار يوهانسون (سياسي)
أوسكار يوهانسون (بالفنلندية: Oscar Johansson)‏ هو محامي وسياسي فنلندي، ولد في 22 فبراير 1882، وتوفي في 31 مايو 1947. حزبياً، نشط في الحزب الاشتراكي الديمقراطي الفنلندي. في 1907 Finnish parliamentary election ‏، انتخب عضو برلمان فنلندا ‏ عن دائرة أوسيما ‏ خلال فترته النيابية ‏ (22 مايو 1907 – 31 يوليو 1908).